# Dobra (województwo świętokrzyskie)
Dobra – wieś sołecka w Polsce położona w województwie świętokrzyskim, w powiecie staszowskim, w gminie Staszów.
W latach 1975–1998 miejscowość administracyjnie należała do województwa tarnobrzeskiego.

## Dawne części wsi – obiekty fizjograficzne
W latach 70. XX wieku przyporządkowano i opracowano spis lokalnych części integralnych dla Dobrej zawarty w tabeli 1.

| Nazwa wsi – miasta | Nazwy części wsi – miasta                          | Nazwy obiektów fizjograficznych – charakter obiektu |
| ------------------ | -------------------------------------------------- | --- |
| I. Gromada MOSTKI  |                                                    | |
| 1. Dobra           | 1. Mejlechówka 2. Pastwiska 3. Piaski 4. Pocieszka | 1. Bliskie, -kich — łąka 2. Chłopski Las — las 3. Chrusty — pole 4. Klaszka — pole 5. Klin — pole 6. Kucharskiego Las — las 7. Mejlechówka — pole, łąka 8. Pastwiska — pole 9. Piaski — pole 10. Pocieszka — pole, las 11. Pokrzywne — łąka 12. Stawki — łąka 13. Ściegna — pole 14. Za Stawkami — pole 15. Za Wsią — pole |

## Historia
Dobra wieś i folwark w powiecie sandomierskim, gminie Wiśniowa, parafii Staszów odległa 37 wiorst od Sandomierza. 
W roku 1883 było tu 35 domów i  325 mieszkańców, 1,231 mórg ziemi dworskiej i 400 mórg włościańskiej 
Według danych Towarzystwa Kredytowego Ziemskiego, dobra wsi  Dobra  składają się z folwarku Dobra attynencji Lepki i wsi Dobra.
Położenie: od Radomia wiorst 105, od Staszowa 3, droga bita przechodzi przez terytorium wsi, od rzeki Wisły wiorst 21. 
Rozległość dominalna wynosi mórg 1,231 w tym: grunta orne i ogrody mórg 535, łąk mórg 24, pastwisk mórg 14, wody mórg 4, lasu mórg 594, nieużytki i place mórg 60. Płodozmian zaprowadzony 7. polowy. Budynków murowanych 7, drewnianych 21. Gorzelnia i cegielnia we wsi, łomy kamienia, pokłady torfu i gipsu w okolicy. 
Wieś Dobra osad 23, gruntu mórg 262.